# Drobna zabawa
Drobna zabawa – singel polskiego producenta Magiery z gościnnym udziałem Sobla, promujący album studyjny, zatytułowany Feat.. Singel został wydany 5 sierpnia 2021 przez Sony Music Entertainment Poland.
Kompozycja znalazła się na 23. miejscu listy OLiA, najczęściej odtwarzanych utworów w polskich rozgłośniach radiowych. Nagranie uzyskało w Polsce certyfikat dwukrotnie diamentowej płyty, przekraczając liczbę 500 tysięcy sprzedanych kopii.
Singel ukazał się 5 sierpnia 2021 w streamingu oraz jako digital download w Polsce za pośrednictwem wytwórni płytowej Sony Music Entertainment Poland.

## Teledysk
Do utworu powstał teledysk, który udostępniono w dniu premiery singla za pośrednictwem serwisu YouTube. Wideo znalazło się na 4. miejscu na liście najczęściej odtwarzanych teledysków przez telewizyjne stacje muzyczne.

## Notowania

### Pozycje na listach airplay
| Lista             | Najwyższa pozycja |
| ----------------- | ----------------- |
| AirPlay – Top     | 23                |
| AirPlay – Nowości | 4                 |
| AirPlay – TV      | 4                 |

## Certyfikaty i sprzedaż
| Data              | Certyfikat ZPAV     | Sprzedaż |
| ----------------- | ------------------- | -------- |
| 10 listopada 2021 | platynowa płyta     | 50 000+  |
| 24 listopada 2021 | 2× platynowa płyta  | 100 000+ |
| 12 stycznia 2022  | 3× platynowa płyta  | 150 000+ |
| 1 czerwca 2022    | diamentowa płyta    | 250 000+ |
| 31 lipca 2024     | 2× diamentowa płyta | 500 000+ |

## Wyróżnienia
| Rok  | Konkurs    | Kategoria                   | Rezultat    |
| ---- | ---------- | --------------------------- | ----------- |
| 2021 | Gorąca 100 | 100 największych hitów 2021 | 22. miejsce |